# Ofelia Medina
María Ofelia Medina Torres(Mérida, Mèxic, 4 de març de 1950) una actriu, guionista, activista mexicana.
Estudià a la UNAM i amb Lee Strasberg i Alejandro Jodorowsky.